# Phyllachora peucedani
Phyllachora peucedani är en svampart som beskrevs av Ellis & Everh. 1953. Phyllachora peucedani ingår i släktet Phyllachora och familjen Phyllachoraceae.   Inga underarter finns listade i Catalogue of Life.